# Cybaeopsis tibialis
Cybaeopsis tibialis är en spindelart som först beskrevs av James Henry Emerton 1888.  Cybaeopsis tibialis ingår i släktet Cybaeopsis och familjen mörkerspindlar. Inga underarter finns listade i Catalogue of Life.